# 布莱坎
布莱坎（法語：Bléquin，法語發音：[blekɛ̃]）是法国上法蘭西大區加来海峡省的一个市镇，属于圣奥梅尔区。

## 地理
布莱坎（50°39'48"N, 1°59'21"E）面积8.69 平方千米，位于法国上法蘭西大區加来海峡省，该省份为法国北部沿海省份，西北濒北海，南至索姆省，东临北部省。
与布莱坎接壤的市镇（或旧市镇、城区）包括：瑟南冈、勒丹冈、洛坦冈、涅勒莱布莱坎、桑莱克。
布莱坎的时区为UTC+01:00、UTC+02:00（夏令时）。

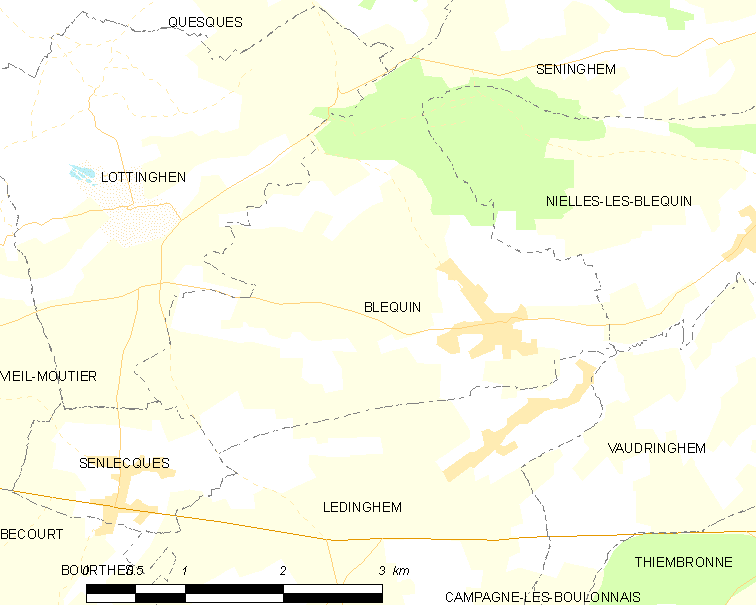
布莱坎的OSM定位图

## 行政
布莱坎的邮政编码为62380，INSEE市镇编码为62140。

## 政治
布莱坎所属的省级选区为兰布尔县。

## 人口

1962-2008年间布莱坎人口变化图示

布莱坎于2022年1月1日时的人口数量为485人。